# Qutb ad-Dîn Haydar
Quṭb ad-Dīn Ḥaydar Zawa'ī (persan: قطب الدين حيدر) dit Baba Haydar, est un saint soufi turc, mort en 1221, qui fut actif dans le Khorassan. 

## Biographie

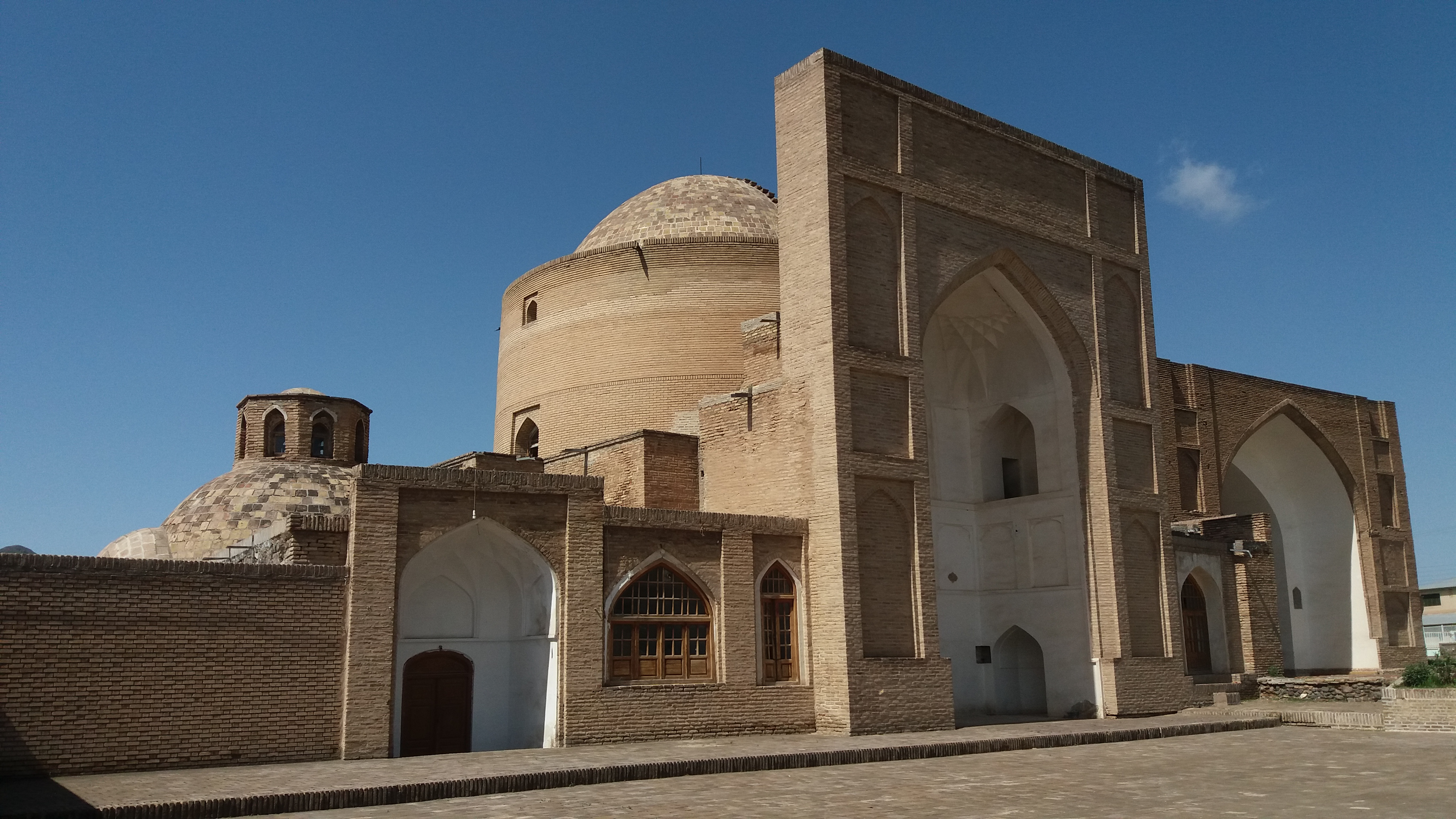
Tombe et mosquée (à droite) de Qutb ad-Dîn Haydar, à Torbat-e Heydarieh.

Probablement d'origine turque, Qutb ad-Dîn est un disciple de Ahmad Yasavi (m. en 1166), à l'origine d'un vaste mouvement de soufis que relie entre eux leur origine turque. Qutb ad-Dîn est a fondé la branche haydari de la Qalandariyya. Cette branche a essaimé dans l'aire turco-iranienne, et même en Inde. Il s'est par la suite installé à Zava (aujourd'hui Torbat-e Heydarieh, « tombeau de Haydar »), où il a fondé un khanqa. 
Selon certains oulémas, il aurait découvert et promu les vertus psychologiques du haschich, et serait ainsi devenu, au grand regret de ces mêmes oulémas, une sorte de saint patron des fumeurs d'herbe. 
Il est enterré à Torbat-e Heydarieh (ce qui explique le nom actuel de la ville). 